# サミュエル・マタアファ
サミュエル・マタアファ（Samuelu Mataafa、2002年4月2日 - ）は、ジャパンラグビーリーグワントヨタヴェルブリッツに所属するラグビー選手。

## プロフィール
- ポジションはプロップ(PR)[1]。
- 身長 184 cm、体重 116 kg

## 略歴
パジュアカレッジ、コアスタル・タラナキ を経て、2024年7月、トヨタヴェルブリッツに加入。